# Phénomène de voix électronique
 (septembre 2023).
Le phénomène de voix électronique (PVE) désigne la présence sur un enregistrement audio d'un message linguistique (généralement un seul mot ou une phrase très courte) de provenance inconnue et inaudible par l'oreille humaine, distingué parmi le bruit blanc d'un enregistrement à l'aide d'un appareil enregistreur spécifique.
Depuis les années 1980, le terme Transcommunication instrumentale (TCI) s'est imposé et désigne un procédé permettant de recevoir et/ou communiquer avec l'au-delà au moyen d'outils électroniques et numériques.
Les causes proposées sont nombreuses : occultes ou paranormales (voix désincarnée), psychologiques (paréidolie) ou physiques (interférences, artéfact). Chacune de ces hypothèses donne une explication du phénomène qui lui est propre. L'hypothèse paranormale l'explique par des fréquences provenant de la manifestation de l'âme d'un défunt, produisant des ondes d'énergie captées par l'appareil enregistreur des chasseurs de fantômes. Les partisans des  hypothèses psychologiques et physiques trouvent des explications dans la science des matériaux et de la parole (paréidolie auditive).
Les premiers à attirer l'attention sur ce phénomène semblent avoir été Attila von Szalay, Friedrich Jürgenson et Konstantīns Raudive. Raymond Bayless, partenaire d'Attila von Szalay, aurait inventé le terme Electronic voice phenomena (EVP), qui fut popularisé par les ouvrages de la maison d'édition anglaise Colin Smythe.

## Histoire
Dès les années 1930, l’Américain Attila von Szalay (Sealay), qui joint à son métier de photographe des dons de medium, essaye, au moyen de diverses techniques, de capturer la voix des esprits. Dans les années 1950, il s’associe avec Raymond Bayless, illustrateur de littérature fantastique passionné de paranormal. Ils prétendent avoir capté de nombreuses voix à l’intérieur d’une garde-robe isolée acoustiquement, audibles seulement lors de la réécoute.
L’intérêt pour le sujet s’accroit avec les expériences du producteur de cinéma suédois Friedrich Jürgenson (1903–1987). Lisant à l'envers un enregistrement de chants d'oiseaux fait en juin 1959, il croit entendre une faible voix norvégienne parlant des oiseaux de nuit. Il suppose qu'il s'agissait d'une interférence radiophonique, mais il n'y avait pas d'émetteur à l'endroit où l'enregistrement avait été fait. Il continue ses essais chez lui et capte d’autres voix, dont celle de sa mère. Il reçoit l’appui du parapsychologue Hans Bender qui se déclare en faveur d’une origine paranormale.
Par la suite, son collaborateur, Konstantīns Raudive, enseignant de psychologie à l'université d'Uppsala (Lettonie), poursuit l’expérience à grande échelle. Il réalise 100 000 enregistrements selon trois modalités : dans une pièce isolée acoustiquement, dans une pièce avec un bruit statique de radio et dans une pièce avec un bruit bruit statique de diode. Ainsi, il distingue quatre caractéristiques des voix électroniques : un rythme différent du langage ordinaire, l'extrême brièveté du message, le non-respect de la syntaxe, parfois le mélange de différentes langues. Ces constatations sont considérées par les rationalistes comme de claires indications qu’on n’était pas en face d’une « véritable communication linguistique ».
En 1982, l’American Association of Electronic Voice Phenomena (AA-EVP) est fondée à Severna Park, Maryland, par Sarah Estep, zélatrice depuis 1970 de l’Hypothèse de survie, qui postule que l’homme est un être fondamentalement immatériel ; après une existence physique durant le temps d’une vie, il doit retourner à son état d’origine. L'existence des voix désincarnées serait une preuve de l'immatérialité de la nature humaine.
En 1997, des chercheurs du Département de psychologie de l’Université Western Ontario s’appuyant sur la méthode de K. Raudive et le travail de Mark Macy, chercheur en « transcommunication instrumentale » (communication paranormale par le biais d’écrans et moniteurs), entreprennent une nouvelle expérience. Ils réalisent en 81 sessions, 60 heures et 11 minutes d’enregistrement, en présence d’une personne neutre qui doit à certains moments rester silencieuse et à d’autres tenter d’engager le dialogue avec les « entités ». Les résultats, publiés en 2001 par Imants Barušs dans le Journal of Scientific Exploration, ne sont pas considérés comme concluants, les sections pouvant être interprétées linguistiquement étant trop rares et espacées. Selon Barušs et son équipe, l'existence même du phénomène est improbable.

### Le projet de Thomas Edison
Dans les années 1920, Thomas Edison déclare que si des esprits ou des fantômes devaient être contactés, ils seraient plus sensibles aux machines qu'aux méthodes de l'époque telles que la table de Ouija. Il déclare même à un journaliste de la revue Scientific American qu’il travaille à la conception d’une machine pour communiquer avec les esprits. Cet appareil censé enregistrer leur voix et leurs sons est dénommé nécrophone par le philosophe français Philippe Baudoin, réalisateur de l'émission quotidienne La Grande Table sur France Culture.

### La Transcommunication Instrumentale

26 mars 1994 : François Brune et Jean-Michel Grandsire conversant amicalement au cours d’un déjeuner convivial ponctuant le premier congrès national de transcommunication instrumentale (phénomène de voix électronique) qui s’est tenu à Versailles (France) en date des 26 & 27 mars 1994.

#### Les pionniers francophones
C'est dans les années 1980 que le mot « transcommunication » fait son apparition dans le dictionnaire et « indique la possibilité de communiquer « instrumentalement » avec les Esprits des morts, les anges, les démons et autres entités qui peuplent les sphères invisibles … » ; l'expression transcommunication instrumentale (TCI) s'impose alors et elle ne se limite plus aux seules voix électroniques. Le premier congrès international de TCI se tient à Bâle (Suisse), en novembre 1989.
En France, Monique Simonet et le père François Brune sont régulièrement présentés comme les principales références francophones de la transcommunication,. Monique Simonet aurait débuté en 1979. Elle a écrit plusieurs ouvrages et fonde même l'association Infinitude avant d'être rejointe par Yves Linès qui fonde également à Toulouse l'association Source de vie. D'autres personnalités du milieu de la TCI sont cités et/ou invités dans les médias, comme Manu Delpech qui pratique la TCI gratuitement et en direct avec les personnes en deuil. 
Elle et le père Brune publient des ouvrages didactiques, ce dernier publie même des ouvrages théoriques où il tente de « concilier le discours théologique et le discours scientifique », devenant dans les années 1990, le principal relais médiatique des EVP et de la TCI dans l'hexagone.
Au Luxembourg, Maggy et Jules Harsch-Fischbach fondent en 1986 le Cercle d’Études sur la Transcommunication où ils enregistrent la voix d'une entité qui se fait appeler « Technicien » et qu'ils enregistrent sur bande magnétique.
S'inscrivant dans la lignée de Raudive et Jürgenson, ils poursuivent l'enregistrement de voix dites paranormales, en plus de capter des visages, de recevoir des messages de l'au-delà par voie téléphonique, de rendre compte de l'affichage de messages sur leurs ordinateurs de provenance inexplicable.

#### Entrechannelinget spiritisme
À la différence des spirites dont le thème central demeure la thèse de la survie, la TCI recherche toute forme de manifestation intelligente, à l'instar des idéologies du Nouvel-Âge (new-age). D'ailleurs, Régis Ladous (historien université Lyon 3) décrit la TCI et les PVE comme des formes modernes de spiritisme, «  un néo-spiritisme soucieux de donner une validation technique au contact avec les morts ». Ainsi, les spirites forment des passerelles.
En 1989, La Revue Spirite que détient l'Union Spirite Française et Francophone évoque dans un article le travail du groupe transcommunicant allemand Informationsschrift der Forschungsgemeinschaft für Tonbandstimmen, de même pour l'Union Scientifique Francophone pour l’Investigation Psychique et l’Étude de la Survivance (devenue Union Spirite de France) qui est en recherche de manifestations d'esprits. Aussi, en 1996, un groupe de TCI ouvertement spirite voit le jour, il s'agit de l'Institut Français de Recherche et d'Expérimentation Spirite (IFRES).

### Le choc des récits
Régis Ladous (2003) identifie au sein des cercles EVP deux récits. L'un qui a pour fonction de légitimer la TCI et les EVP, un autre qui prend appui sur les apports de la TCI et qui étend son champ de réflexion à des thèmes connus de la science-fiction.

#### Récitno1
Ce récit repose sur deux points : 1er point) Ernetti et Gemelli ont été les pionniers des EVP, 2e point) les manifestations sont d'abord à l'initiative de l’« autre monde », au moyen d'une médiation technique, censée être la seule méthode efficace pour se faire entendre de tous et par tous.
Ce récit utilisé par le père Brune à partir de 1993 dans L'Autre Monde abolit la frontière entre les phénomènes naturels et surnaturels et tend à prouver la religion par la science. Dans la revue fondée par Monique Simonet, Le Messager, l'enseignement du père Brune est désigné comme légitimant les « contacts avec l'Invisible » et « tous les sujets concernant notre devenir après notre passage terrestre », car des adeptes de l'EVP y distinguent la voix des esprits. Cette tendance se trouvait déjà chez les cercles américains qui déjà suggèrent que les voix entendues proviennent des extraterrestres. Avant internet, les transcommunicants échangent leurs idées au moyen de livres, de journaux spécialisés, même d'enregistrements sur CD. Avec internet, des sites spécialisés de même que des sites avec une page dédiée à l'EVP fleurissent sur la toile, soit ils sont explicitement New Age, soit parapsychologiques. Ce sont eux qui font intervenir père Ernetti et père Gemelli dans le récit. Ce récit qui a cours aux USA renforce le schisme de la parapsychologie et du spiritisme du milieu du XXe siècle. Alors que pour les spirites la réception des messages s'effectue au moyen du médium (« machine humaine »), leur méthode apporterait, elle, la preuve scientifique (techniquement démontrable) de l'au-delà.

#### Récitno2
Il est développé en 1997 par le viennois Peter Krassa (de) qui s'est inspiré des écrits de François Brune. Il développe et amplifie le récit n°1 en faisant de la figure d'Ernetti l'héritier d'une tradition et d'une pratique expérimentale. Il est présenté tout à la fois comme scientifique en « physique moderne » et comme érudit. La tradition est la même que celle développée par la théosophie d'Helena Blavatsky reprise par les adeptes du free energy systems. Krassa insiste pour dire que la TCI et les EVP sont distincts de la parapsychologie et de la métaphysique, l'univers est abordé de façon globale, unitaire, holistique et continue, « l’espace et le temps, les sons et les couleurs se répondent selon des lois scientifiques constantes et universelles ».
Cependant, le récit n°2 rend possible la connexion et le mélange de beaucoup plus de médias et de récits que ne le permettait le récit n°1, comme la science-fiction (voyage dans le temps). La TCI est ainsi perçue par certains comme le moyen d'enregistrer le passé soit de manière passive, soit de manière active. Sa force est de mettre en relation des thèmes et des publics jusque-là isolés.

#### Convergences et oppositions
Les deux récits finissent par se répondre. Le récit n°1 se renforce pour fonctionner comme une contre-attaque au récit n°2 jusqu'à le déclasser complètement. F. Brune, publie Nouveaux mystères du Vatican (2002) et contredit Krassa. La photo du Christ en Croix obtenu par Ernetti n'est qu'une image pieuse. Ce que les tenants du récit n°2 prennent pour une rétractation révélée par Brune met en évidence deux tendances chez les adeptes de la transcommunication : 1) l'unité de la matière et de l'esprit, 2) le complot, celle des « forces rétrogrades » que la révélation d'Ernetti met à jour.
Toutefois, la fable mêlant le chronoviseur d'Ernetti aux extraterrestres qui s'est consolidé aux USA n'a pas rencontré d'adeptes en Europe. R. Ladous l'explique par l'aura de guide dont jouit le P. Brune pour de nombreux pratiquants du channeling, à la recherche seulement d'une validation spirituelle et morale, plutôt que magique et alternative socialement et politiquement comme c'est le cas aux USA.

## Dans la culture

### Films et séries
- Sixième Sens (1999) de M. Night Shyamalan.
- La Voix des morts (2005) de Geoffrey Sax. Titre anglais : White noise, pour bruit blanc.
- Conjuring : Les Dossiers Warren (2013) de James Wan.
- Conjuring 2 : Le Cas Enfield (2016) de James Wan.

- Ghost Adventures, série télévisée américaine.
- Ghost Whisperer, série télévisée américaine.
- Les Traqueurs de fantômes, émission documentaire américaine.
- Spirit Investigations (2010-2014) et Spirit Investigations 2.0 (2014-2015), série franco-québécoise de téléréalité.
- Recherche investigation paranormal (2010), série française de téléréalité.
- Chasseur de fantômes (GussDx, 2014-).

### Musique
- Le chanteur britannique Oliver Ho fait référence au phénomène de voix électroniques, dit aussi "voix de Raudive", dans son album Raudive - Zeitgeist E.P (2007).
- L'artiste expérimentale américaine Laurie Anderson a consacré à ce phénomène le septième morceau de l'album Big science : "Example #22", en 1982.

### Emissions radiophoniques
- Anne-Lise David et Gaël Gillon, « Les messagers de l'invisible »  (Entretiens menés par Anne Lise David sur le thème de la correspondance avec l'au-delà avec le père François Brune, l'historien et écrivain Jean Prieur et le cinéaste Pierre Zimmer), Emission « L'Atelier de la création | 14-15 », sur France Culture, 2 février 1999 (consulté le 26 juillet 2023), disponible sur Internet Archive.
- Marie Chartron (productrice) et Véronique Vila (réalisatrice), « Radio fantôme : les phénomènes de voix électroniques désincarnées »  (Interview d'Yvonne Ressouche et des membres de l’USFIPES (association pratiquant l’enregistrement des voix désincarnées (transcommunication instrumentale audio), de Joël Ury, Jean-Luc Royens et des membres de l’IFRES, Thibaut de Ruyter (critique d'art) et de Philippe Baudouin), Emission « Sur les docks | 14-15 », sur France Culture, 26 décembre 2013 (consulté le 1er juillet 2023).
- Philippe Baudouin (réalisation), « Envoyé spectral », Marc pratique la 'transcommunication instrumentale', une méthode imaginée par Thomas Edison pour communiquer avec les morts. Entre technologie et spiritisme, il tente d'enregistrer sur sa vieille radio les voix de l'au-delà., sur Arte radio, 10 septembre 2014.
- Philippe Baudouin (production) et Lionel Quantin (réalisation), « Les langues de l'éther » , Emission « L'Atelier de la création | 14-15 », sur France Culture, 9 octobre 2014 (consulté le 4 juillet 2023).
- Elise Gruau et Anna Szmuc (réalisatrice), « Épisode 3/4 : Faire parler les fantômes »  (Pour LSD, la série documentaire, Elise Gruau pose la question de la mort, terme ou passage ? ?), interview de Manu Delpech sur la TCI.), Série « La mort vivante », sur France Culture, 20 octobre 2019 (consulté le 1er juillet 2023).
- Franck Istasse et Bao Anh-Dinh, « Maisons hantées, fantômes et revenants : Rendez-vous avec l’étrange : Episode 4 : Peut-on communiquer avec les morts ? », Interview avec Manu Delpech (transcommunicant) , sur RTBF, 19 décembre 2022.

### Ouvrages
- Monique Simonet, Réalité de l'Au-Dela et Transcommunication, Les éditions du Rochers, 1994.
- Monique Simonet, A l’écoute de l'invisible, F.Lanore, 2001.
- Yves Linès, Quand l'au-delà se dévoile, JMG Editions, 2006.
- Monique Simonet, Et l'ange leva le voile, Alphee, 2009.